# Kedungjaya (Cibuaya)
Kedungjaya is een bestuurslaag in het regentschap Karawang van de provincie West-Java, Indonesië. Kedungjaya telt 5202 inwoners (volkstelling 2010).